# Думи на Исус на кръста
Думите на Исус на кръста от разпятието са изключително съществени от гледна точка на херменевтика и есхатология, понеже посредством тях евангелистите предават завещанието на Господа от новия завет.

Първите две евангелия, от Матей и Марк, предават на староеврейски език думите: 
| „ | Боже Мой, Боже Мой! Защо си Ме оставил? | “ |

 (Матей 27:46) (Марко 15:22 – 34)

Евангелието от Лука предава думите на Исус към разкаялия се и признал греха си Десмас: 
| „ | истина ти казвам: днес ще бъдеш с Мене в рая. | “ |

 (Лука 23:33 – 43), след което от гърдите му се изтръгва: 
| „ | Отче! в Твоите ръце предавам духа Си. | “ |

 (Лука 23:33 – 43)

Последното, ненесиноптично евангелие, евангелие от Йоан, предава думите на Исус към Дева Мария: 
| „ | жено, ето син ти! | “ |

, след което и думите по адрес на своя възлюбен ученик: 
| „ | ето майка ти! | “ |

 (Йоан 19:26 – 27)